# Calabogie Lake
Calabogie Lake är en sjö i Kanada.   Den ligger i countyt Renfrew County och provinsen Ontario, i den sydöstra delen av landet, 80 km väster om huvudstaden Ottawa. Calabogie Lake ligger 151 meter över havet. Arean är 13,3 kvadratkilometer. Den sträcker sig 5,3 kilometer i nord-sydlig riktning, och 5,6 kilometer i öst-västlig riktning.
Följande samhällen ligger vid Calabogie Lake:
- Calabogie (2 485 invånare)

I omgivningarna runt Calabogie Lake växer i huvudsak blandskog. Runt Calabogie Lake är det mycket glesbefolkat, med 2 invånare per kvadratkilometer.